# Jules Bastien-Lepage
Jules Bastien-Lepage, född 1 november 1848 i Damvillers i departementet Meuse, död 10 december 1884 i Paris, var en fransk målare.

## Biografi
Bastien-Lepage var bondson med rötter i nordöstra Frankrike. När han begav sig till Paris 1867 fick han anställning vid posten, men kom snart att ägna sig helt åt konststudier. Han var elev hos Alexandre Cabanel och tävlade förgäves två gånger om Rompriset (med Ängeln förkunnar Jesu födelse för herdarna och Priamus inför Akilles). Bastien-Lepage slog igenom 1874 med Farfars porträtt som målats ute i det fria. 1877 ställde han ut ett dubbelporträtt av sina föräldrar och året därpå Les foins (Skördefolkets middagsvila) i Luxembourggalleriet. Efter framgången med Les foins betraktades Bastien-Lepage i Frankrike som ledaren för den naturalistiska skolan.
Därefter följde Potatisskörd (1879), Jeanne d'Arc hör de himmelska rösterna (1880), Fader Jacques (En vedbärare i skogen, 1881), Tiggare (1882, Glyptoteket i Köpenhamn), Kärlek i byn (1883) och Smedjan (1884). Jämte dessa större målningar utförde han en rad små porträtt, bland dessa märks de föreställande prinsen av Wales, André Theuriet samt Albert Wolff. Till hans främsta verk hör profilporträttet av skådespelerskan Sarah Bernhardt (1879) samt målningen av Madame Drouet vilket kom att bli hans sista arbete. Ett par av Bastien-Lepages porträtt finns i Luxembourggalleriet.
För den stora publiken var hans verklighetsstudium alltför radikalt realistiskt, men för det yngre konstnärsgardet på 1870- och 1880-talen var hans namn en kraft som proklamerade friluftsstudium och studier av vardagslivets motiv och typer i stort.  
Hans studium av luftens och ljusets verkan på lokalfärgerna var energiskt och konsekvent, hans teckning klar och formsaker. Albert Edelfelt kallar honom den unga målarskolans främste man och räknar hans porträtt till det bästa, som alla tider frambragt. Så högt ställdes han av sina samtida konstnärer i Paris. Sedan dess har vindarna vänt mer än en gång. I början av 1900-talet omtalades Bastien-Lepage som en målare utan all betydenhet och med föga personligt djup. Han sågs som en förmedlare mellan gamla och nya strömningar. I födelsestaden Damvillers restes 1889 en av Rodin utförd staty av Bastien-Lepage.

## Konstverk i urval

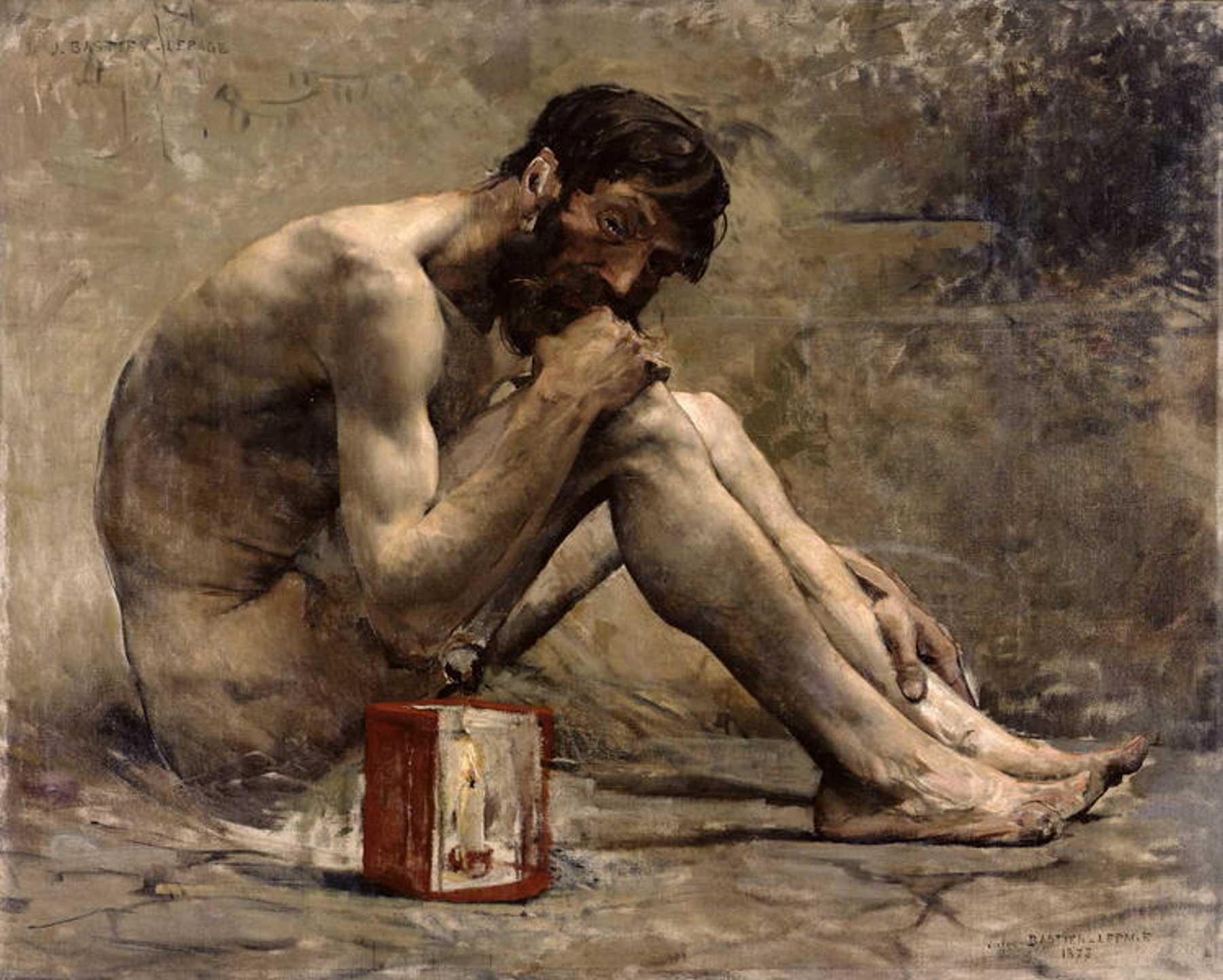
Diogenes (1873)
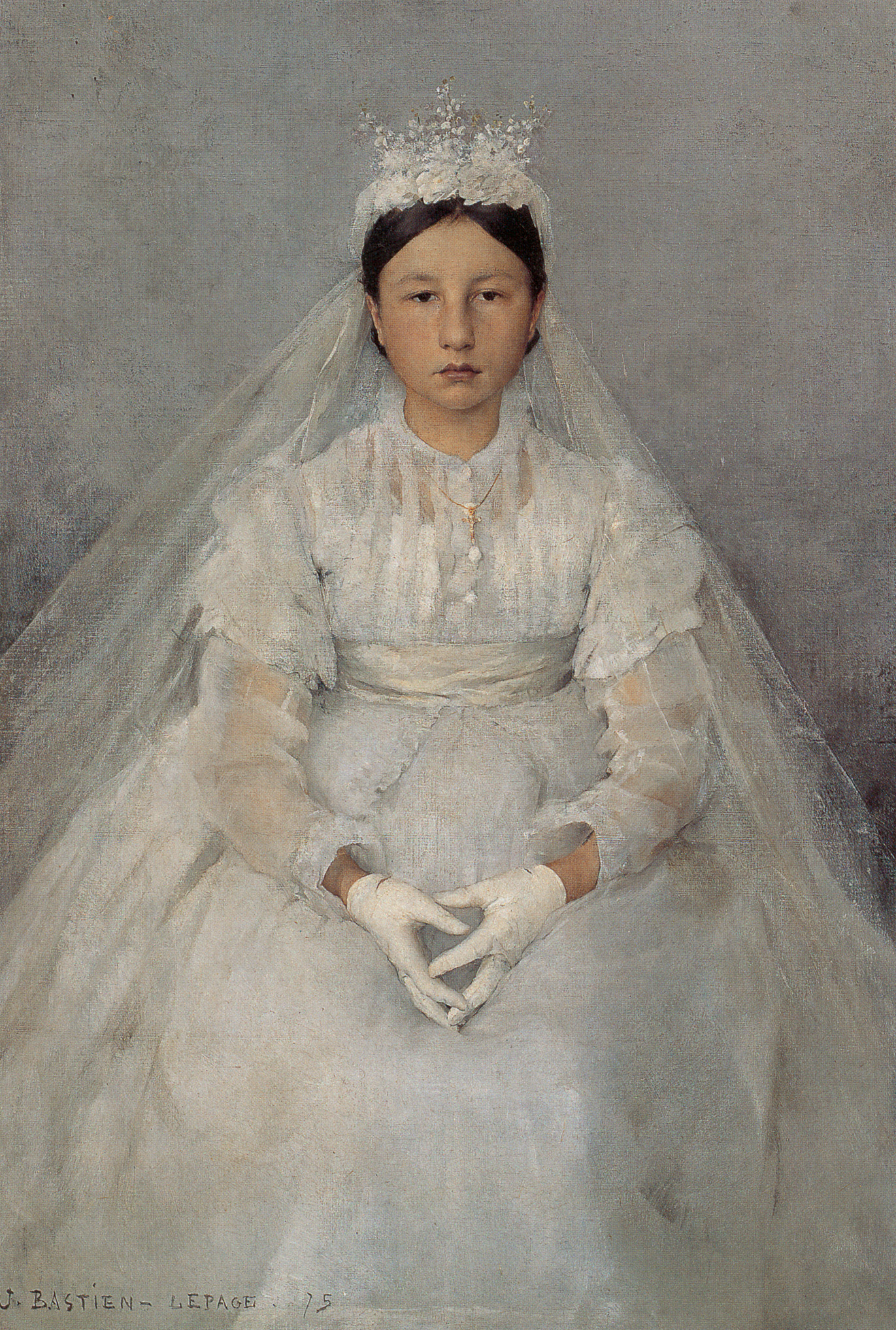
Nattvardsgångerskan (1875). Musée des Beaux-Arts, Tournai.
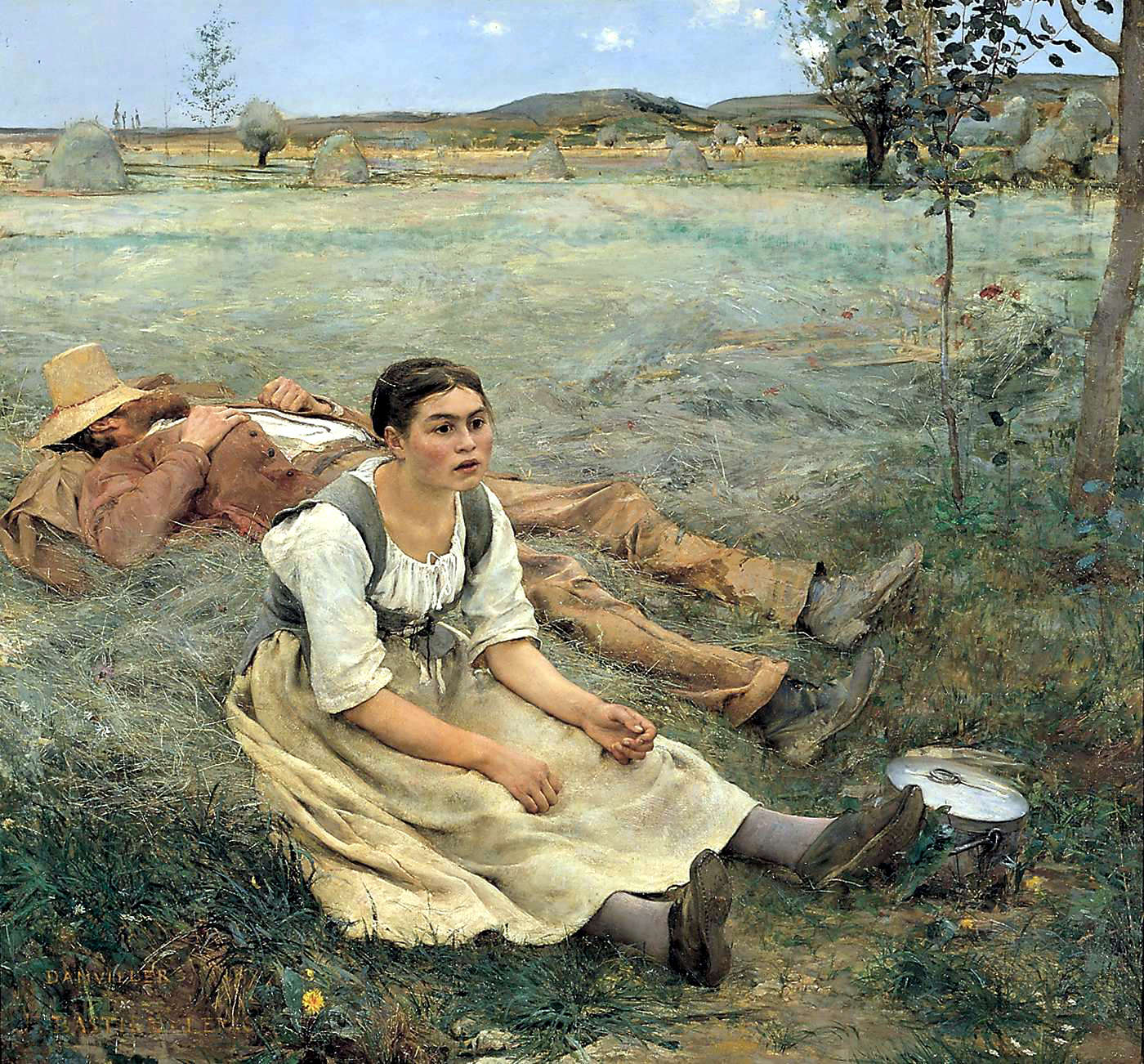
Skördefolkets middagsvila (1877). Musée d'Orsay, Paris.
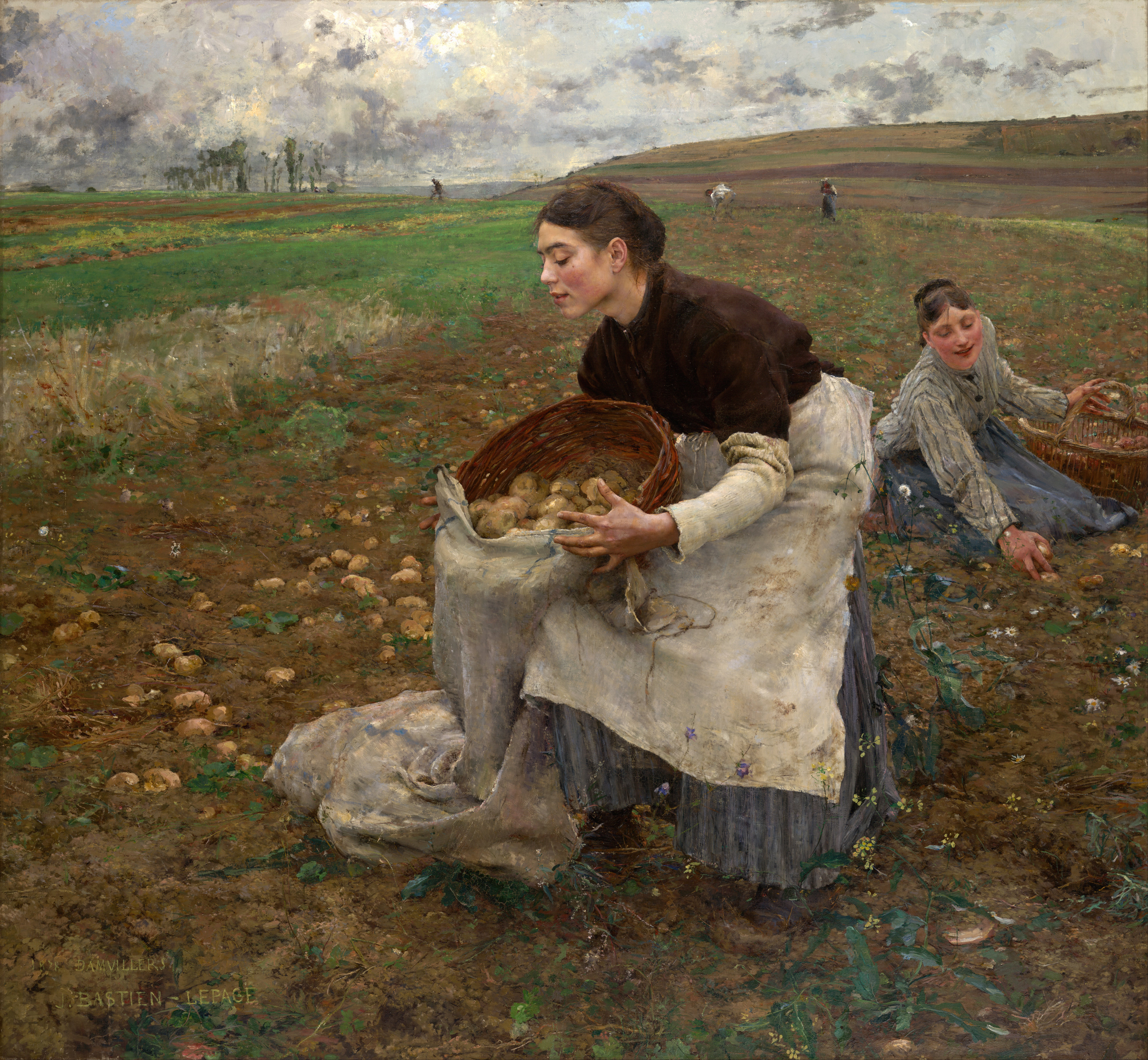
Oktober (1878)
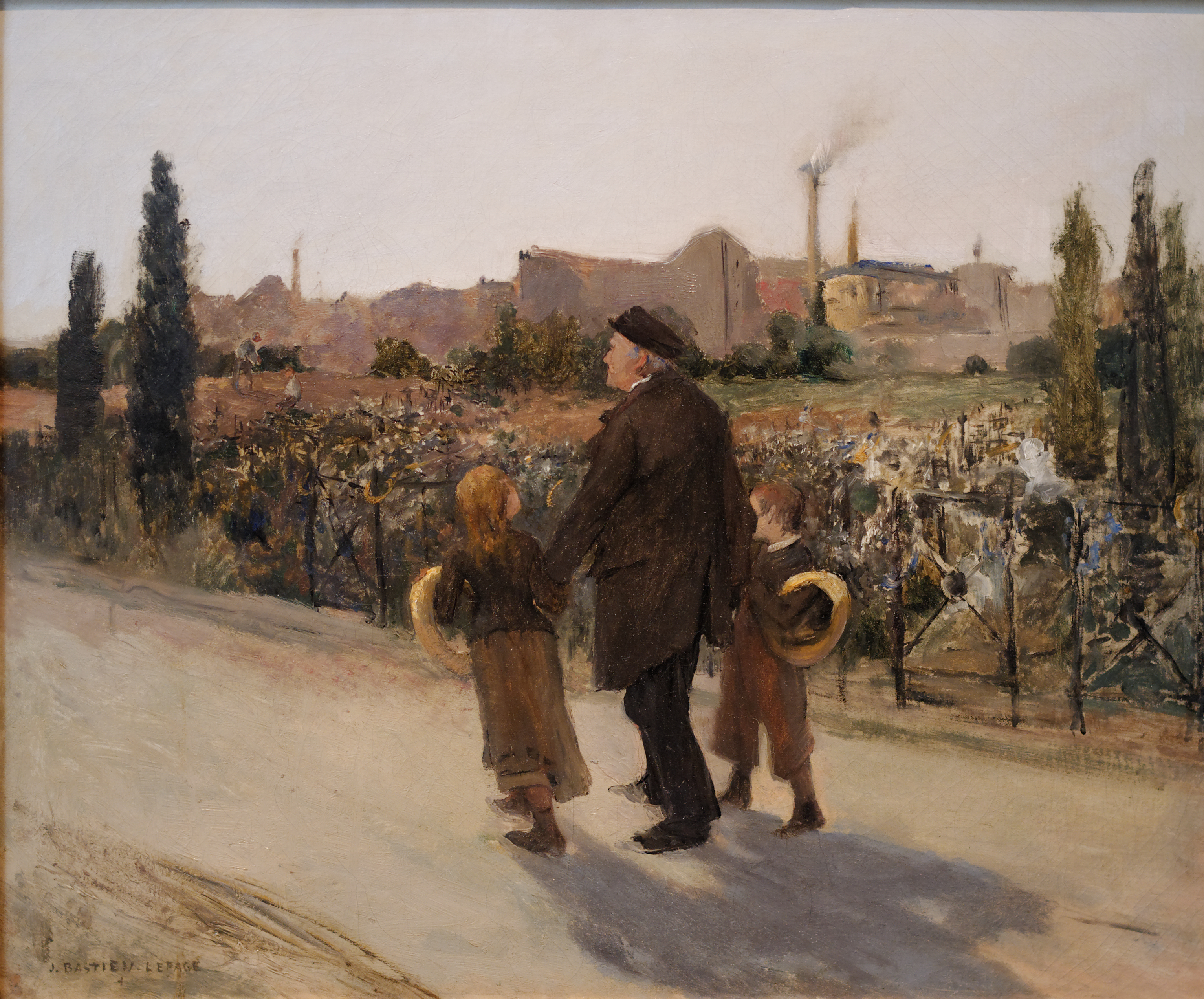
Allhelgonadagen (1878)
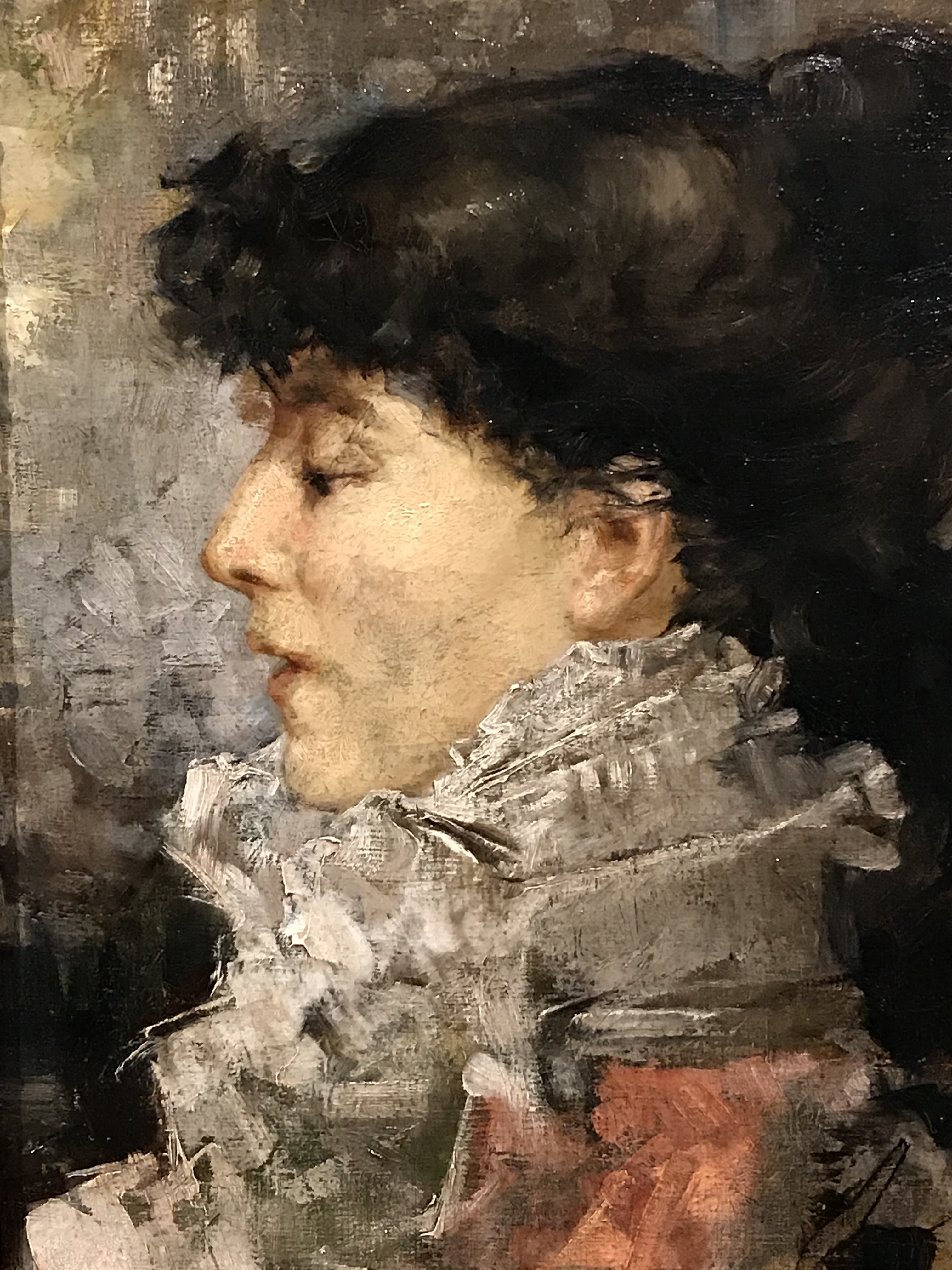
Sarah Bernhardt (1879). Nationalmuseum, Stockholm, NM 409
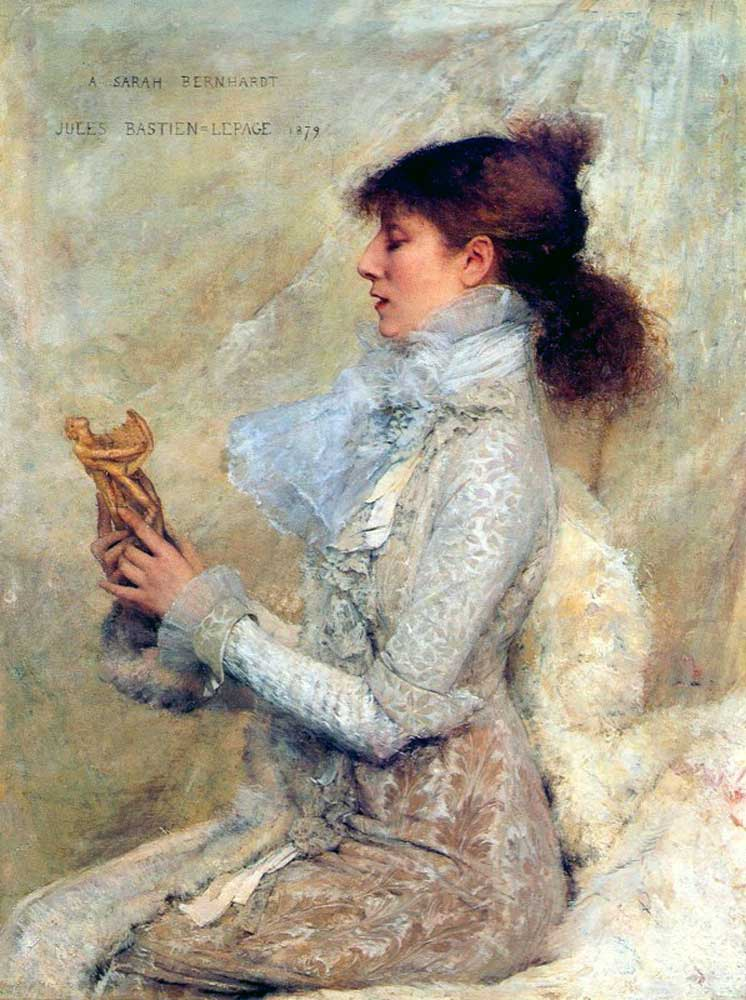
Porträtt av Sarah Bernhardt (1879)
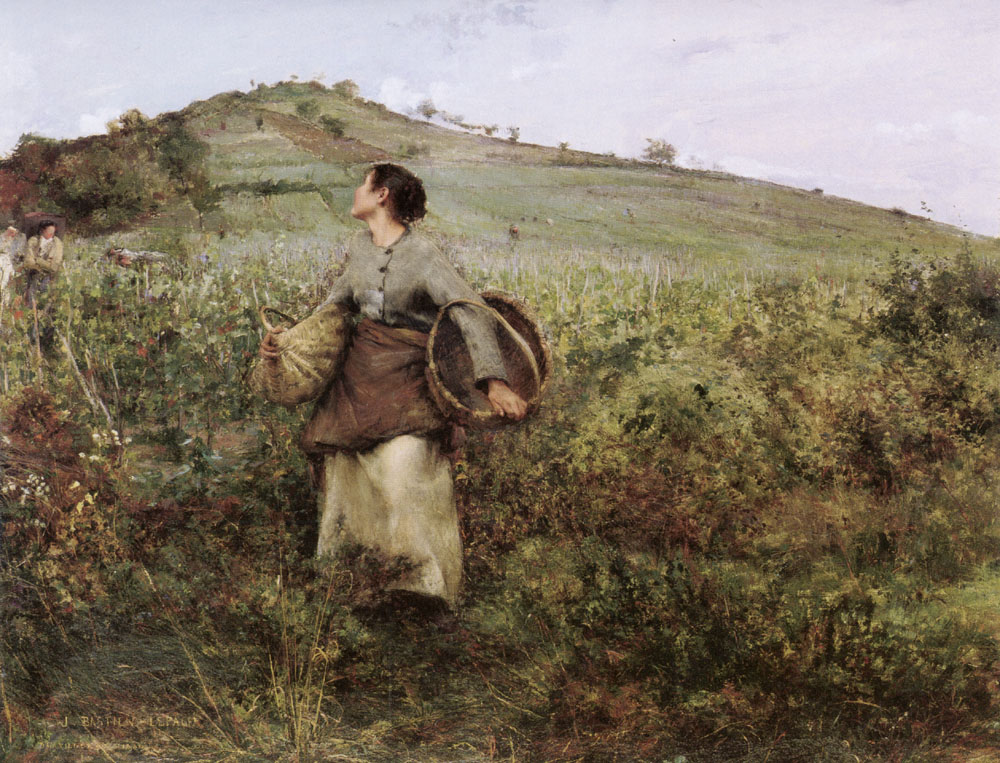
Druvskörden (1880). Van Gogh Museum, Amsterdam.
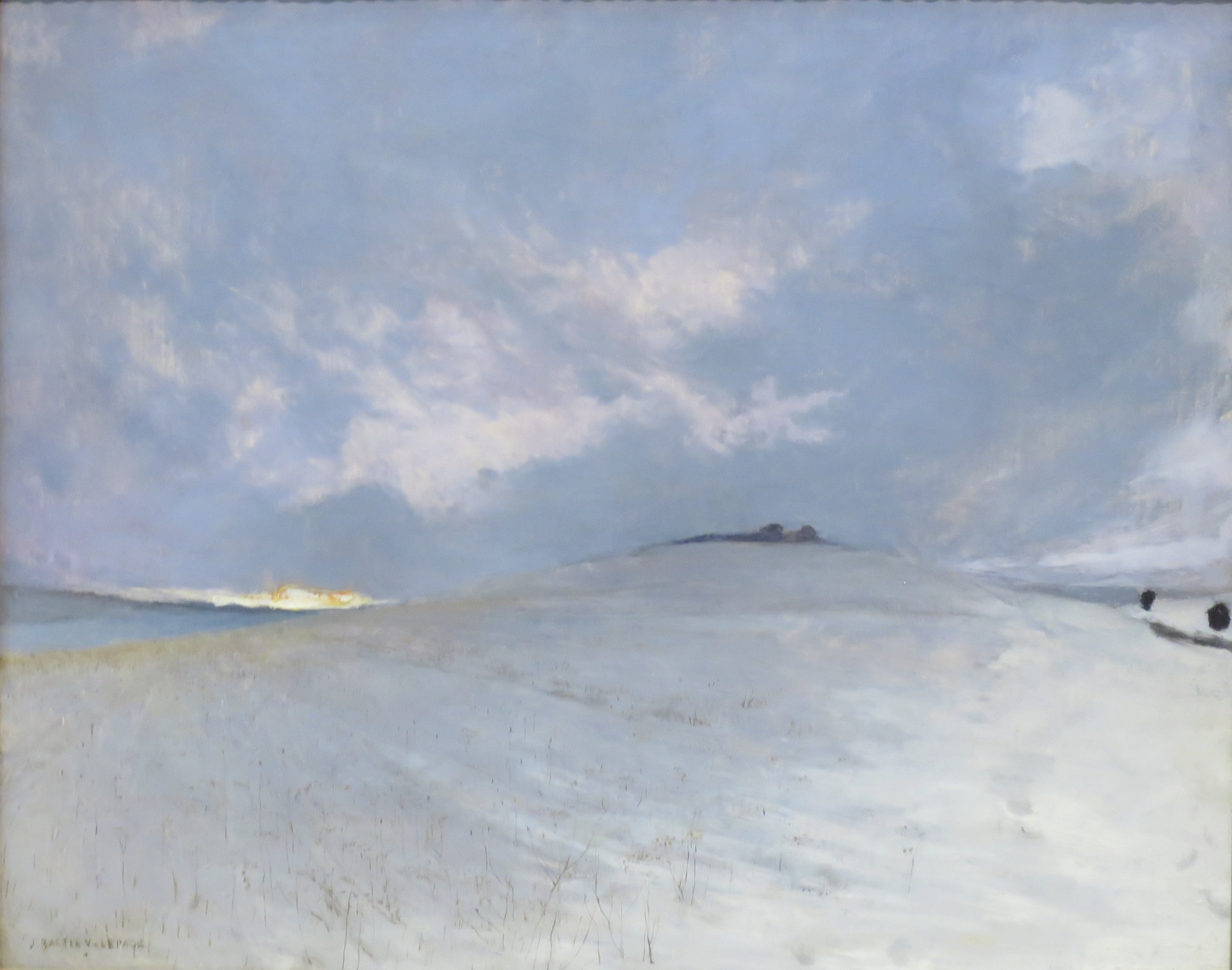
Snöeffekt, Damvilliers (c:a 1882)
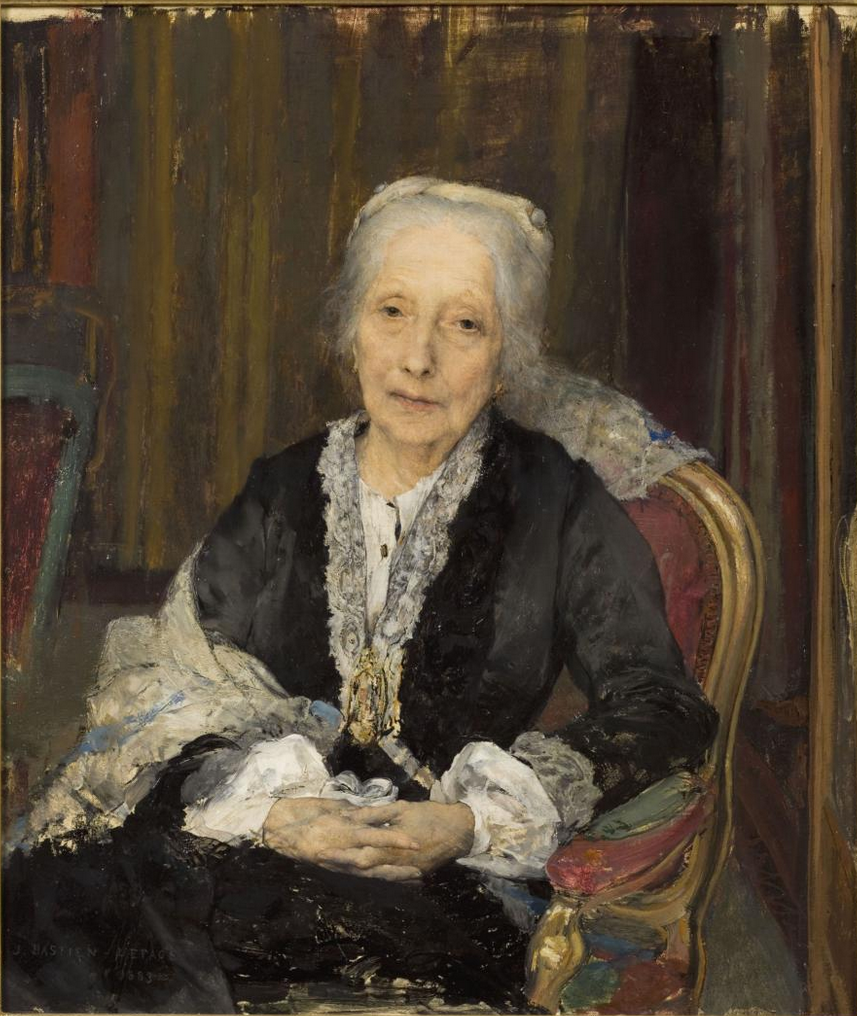
Porträtt av Juliette Drouet (1883)